# Danîlivka, Rozdilna
Danîlivka (în ucraineană Данилівка) este un sat în comunei Novoborîsivka din raionul Rozdilna, regiunea Odesa, Ucraina.

## Demografie
Componența lingvistică a localității Danîlivka
     Ucraineană (37,5%)
     Bulgară (25%)
     Rusă (25%)
     Română (10,42%)
Conform recensământului din 2001, nu exista o limbă vorbită de majoritatea populației, aceasta fiind compusă din vorbitori de ucraineană (37,5%), rusă (25%), bulgară (25%) și română (10,42%).